# Donald Rumsfeld
Donald Henry Rumsfeld (9 tháng 7 năm 1932 – 29 tháng 6 năm 2021) là một chính trị gia, viên chức chính phủ, và doanh nhân người Mỹ, từng giữ chức vụ Bộ trưởng Quốc phòng từ 1975 đến 1977 dưới thời Gerald Ford, và từ 2001 đến 2006 dưới thời George W. Bush. Ông là người trẻ nhất và người già thứ hai từng giữ chức Bộ trưởng Quốc phòng. Ngoài ra, Rumsfeld còn là nghị sĩ cho Illinois (1963–1969), giám đốc Văn phòng Cơ hội Kinh tế (1969–1970), cố vấn tổng thống (1969–1973), Đại diện thường trực tại NATO (1973–1974), và Chánh văn phòng Nhà Trắng (1974–1975). Giữa hai nhiệm kỳ làm Bộ trưởng Quốc phòng, ông từng giữ ghế CEO và chủ tịch của một số công ty.
Sinh ra tại Illinois, Rumsfeld theo học ở Đại học Princeton, tốt nghiệp năm 1954 với bằng cử nhân khoa học chính trị. Sau khi phục vụ trong Hải quân trong vòng ba năm, ông bắt đầu chiến dịch tranh cử vào Hạ viện từ khu vực quốc hội thứ 13 của Illinois và thắng năm 1962 ở tuổi 30. Khi ở trong quốc hội, ông là một trong những người tiên phong cho Đạo luật Tự do Thông tin. Năm 1969, Rumsfeld chấp nhận quyết định của Tổng thống Richard Nixon và đứng đầu Văn phòng Cơ hội Kinh tế; ông cũng chỉ đạo Chương trình Bình ổn Kinh tế trước khi được chọn làm đại sứ NATO. Tháng 8 năm 1974, Rumsfeld trở về Washington và làm cố vấn cho Tổng thống Ford. Sau khi Ford bổ nhiệm ông làm Bộ trưởng Quốc phòng năm 1975, Rumsfeld chọn một nhân viên trẻ tuổi của ông, Dick Cheney, kế nhiệm chức cố vấn. Khi Ford thua cuộc tranh cử năm 1976, Rumsfeld trở về đời sống tài chính và kinh doanh tư nhân, và trở thành giám đốc và CEO của công ty dược phẩm G. D. Searle & Company. Từ năm 1990 đến 1993, ông giữ chức CEO của General Instrument, và từ 1997 đến 2001, chủ tịch của Gilead Sciences.
Tháng 1 năm 2001, Rumsfeld được bổ nhiệm làm Bộ trưởng Quốc phòng lần thứ hai bởi Tổng thống George W. Bush. Trong chiếc ghế đó, Rumsfeld giữ vai trò then chốt trong cuộc xâm lăng Afghanistan và Iraq. Trước và sau Chiến tranh Iraq, ông khẳng định Iraq có một chương trình vũ khí hủy diệt hàng loạt; thế nhưng không có bằng chứng nào được tìm thấy. Một báo cáo Tổng thanh tra Lầu Năm Góc ghi nhận chính sách của Rumsfeld đã giúp "phát triển, tạo ra, và phát tán những đánh giá tình báo lệch lạc về mối quan hệ giữa Iraq và al Qaida cho các quan chức cấp cao, bao gồm một số kết luận mâu thuẫn với sự đồng thuận của Cộng đồng Tình báo". Nhiệm kỳ Rumsfeld gây nhiều tranh cãi với việc sử dụng tra tấn và bê bối tra tấn và lạm dụng tù nhân Abu Ghraib. Rumsfeld dần mất vị thế chính trị của mình và từ chức cuối năm 2006. Sau khi về hưu, ông xuất bản một cuốn tự truyện, Known and Unknown: A Memoir, cùng với Rumsfeld's Rules: Leadership Lessons in Business, Politics, War, and Life. Ông mất ngày 29 tháng 6 năm 2021, ở tuổi 88.

## Thời niên thiếu và giáo dục

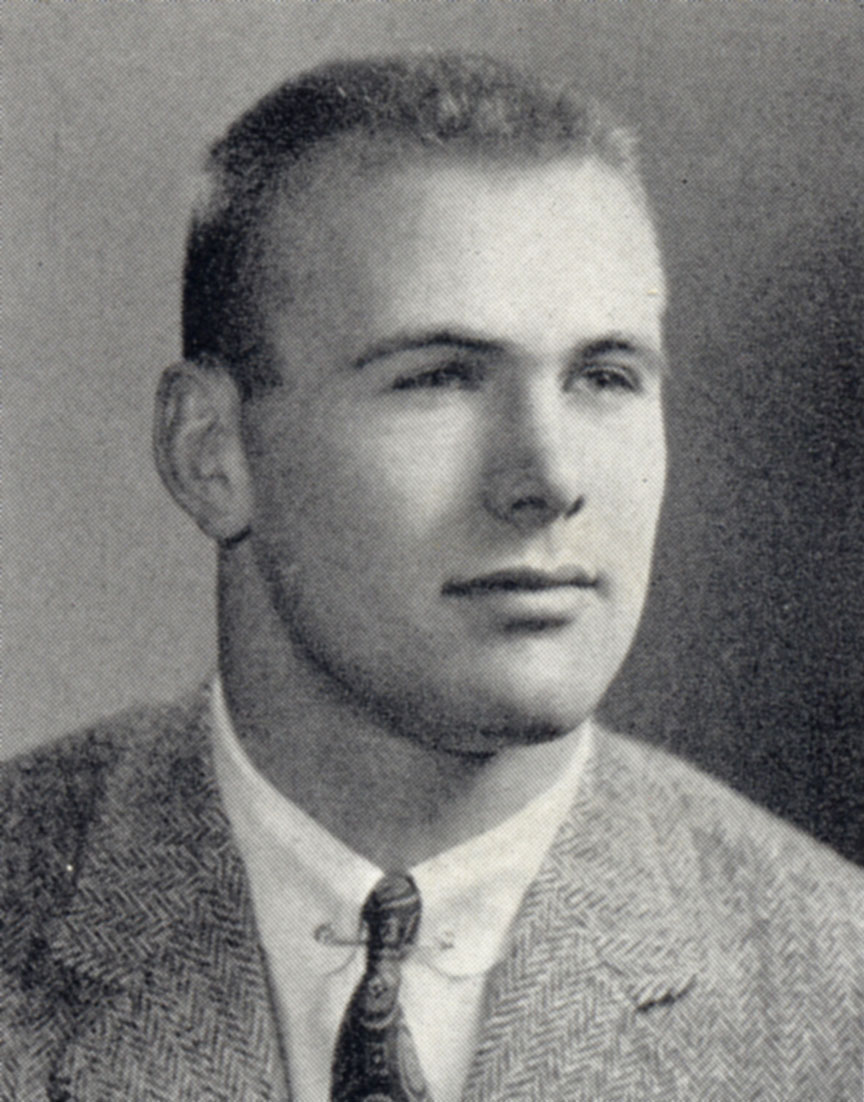
Chân dung Rumsfeld trong niên giám 1954 của Princeton

Donald Henry Rumsfeld sinh ngày 9 tháng 7 năm 1932, ở Chicago, Illinois, con trai của Jeannette Kearsley (họ cũ Husted) và George Donald Rumsfeld. Cha ông có nguồn gốc từ một gia đình Đức di cư trong thập niên 1870 từ Weyhe đến Niedersachsen,:15–16 nhưng Donald thời trẻ đôi khi bị chọc là có nét "Thụy Sĩ".:16 and 31 Lớn lên tại Winnetka, Illinois, Rumsfeld trở thành một Hướng đạo sinh Đại bàng năm 1949 và nhận Giải thưởng Hướng đạo sinh Đại bàng Xuất sắc và Giải thưởng Trâu Bạc năm 2006. Từ 1943 đến 1945, Rumsfeld sống tại Coronado, California, trong khi cha ông đóng quân trên một tàu khu trục giữa Thái Bình Dương trong Thế chiến thứ hai. Ông làm quản lâm Nông trại Hướng đạo sinh Philmont năm 1949.
Rumsfeld theo học tại Trường Baker Demonstration, rồi tốt nghiệp tại Trường Trung học New Trier. Ông theo học Đại học Princeton với học bổng NROTC và học thuật một phần. Ông tốt nghiệp năm 1954 với bằng A.B. trong khoa học chính trị với luận án "Vụ tịch thu thép năm 1952 và Tác động của nó lên quyền lực tổng thống". Trong thời gian tại Princeton, ông là một đô vật nghiệp dư thành công, trở thành đội trưởng đô vật của trường. Cũng trong quãng thời gian này, ông là bạn với Frank Carlucci, cũng là Bộ trưởng Quốc phòng tương lai.
Rumsfeld cưới Joyce P. Pierson ngày 27 tháng 12 năm 1954. Họ có ba người con, sáu người cháu và một người chắt. Ông theo học Trường Luật Đại học Case Western Reserve và Trung tâm Luật Đại học Georgetown, nhưng không nhận bằng ở cả hai trường.